# Borussia (personificación)

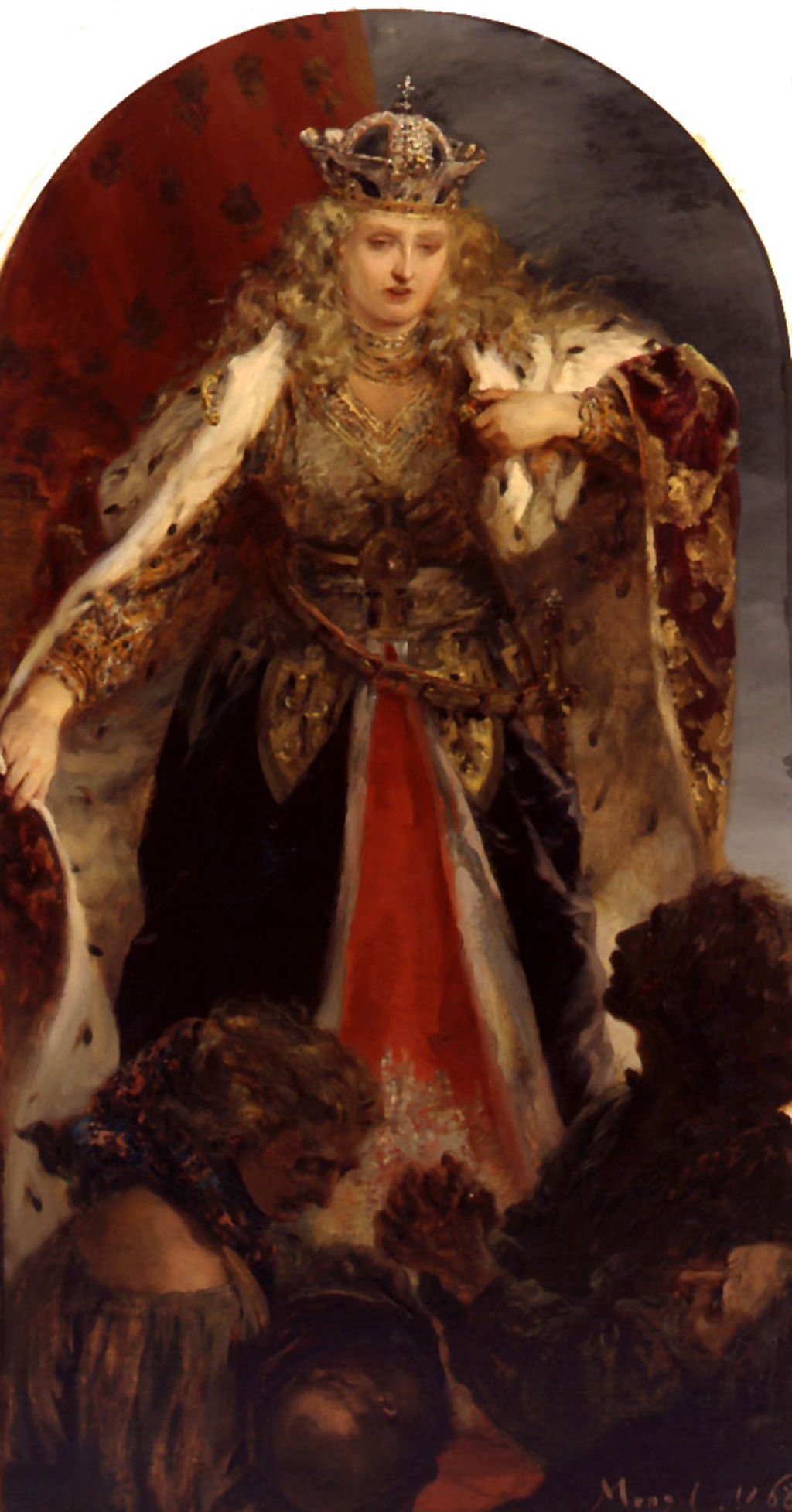
Borussia pintada por Adolph von Menzel en 1868.

Borussia es el nombre de Prusia en neolatín y también la personificación nacional del antiguo reino de Prusia.

## Historia

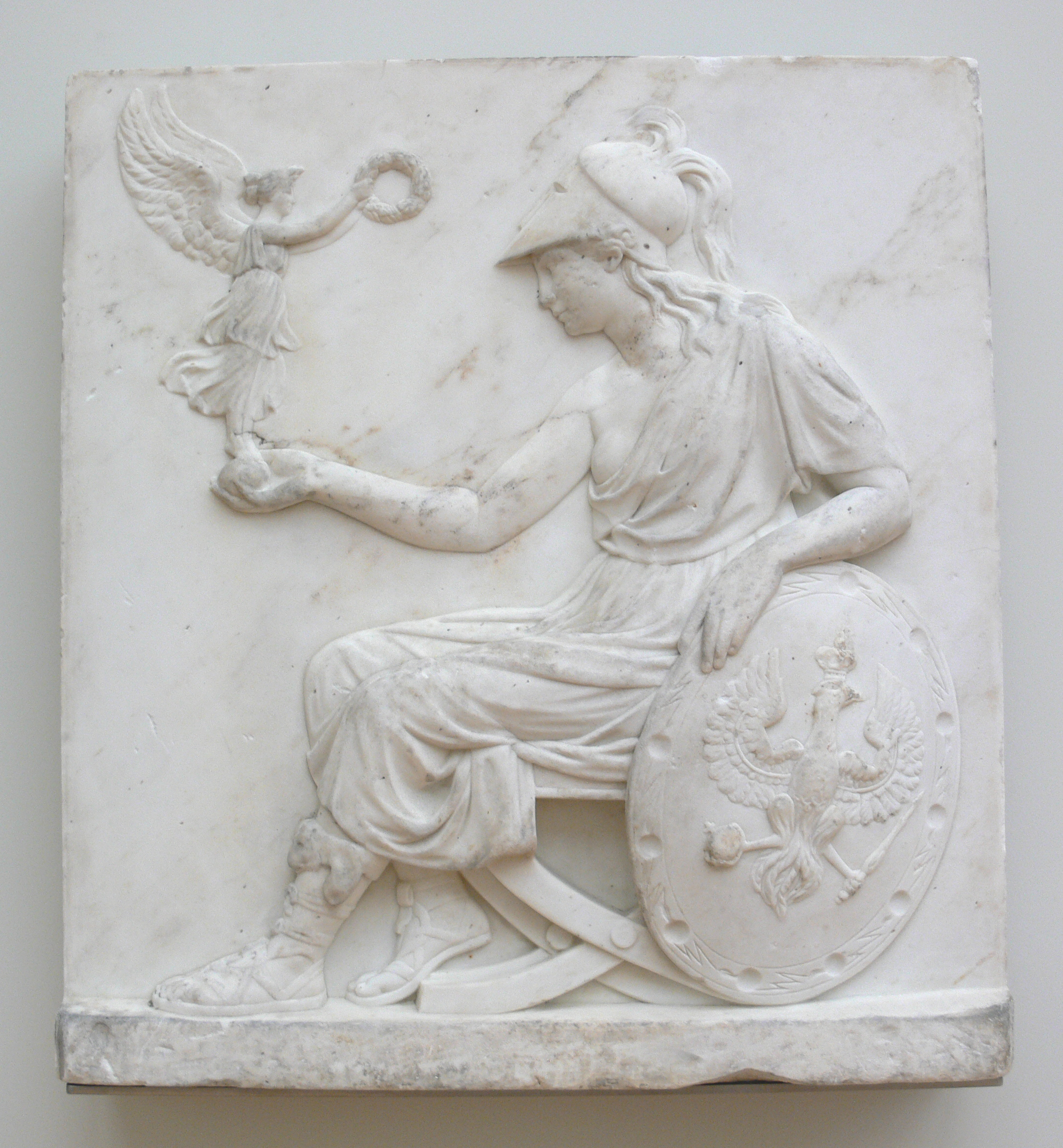
Relieve de Borussia en el monumento dedicado a Leopold von Dessau en el Lustgarten de Berlín.

En el movimiento artístico del romanticismo se ensalzaron los sentimientos nacionales en multitud de países de Europa. Como este movimiento ocurrió en pleno siglo XIX y al encontrarse Alemania aun sin unificar surgieron multitud de alegorías representando a varios estados alemanes. Sin embargo se potenció también el uso de la alegoría de Germania, que fue creada en los tiempos de la Antigua Roma y que alcanzó su apogeo durante el romanticismo a pesar de no estar aún unificada Alemania, aunque ya era la voluntad de la mayor parte del pueblo alemán.
Se crearon, entre otras, las alegorías de Baviera (Bavaria) y Hamburgo (Hammonia), un antiguo reino y una Ciudad Libre Imperial respectivamente. Sin embargo algunas ciudades sin independencia alguna también se animaron a crear su alegoría como la misma Berlín con Berolina. Prusia estaba en su empeño de unificar Alemania, pero eso no le impidió crearse su propia alegoría como hicieron otros estados o ciudades alemanas.
En 1868 Adolph von Menzel hizo una representación de Borussia dedicada a los necesitados de Prusia Oriental. La alegoría en esta ocasión se presentaba menos marcial que de costumbre y en una actitud protectora. También fue representada en numerosos monumentos, estatuas y relieves, algunas ya retiradas como la de Klaipėda (Memel en alemán), retirada al llegar el ejército soviético a la ciudad y además de que en la actualidad la ciudad se encuentra en territorio lituano.
Hay quien afirma que Borussia también está representada en lo alto de la  Columna de la Victoria en Berlín, pero se trata inequívocamente de la diosa Victoria.

## Otros usos
- Borussia, es una canción patriótica prusiana dedicada a Borussia.
- Borussia también es el sobrenombre de numerosos equipos deportivos alemanes como el Borussia Mönchengladbach y el Borussia Dortmund.

## Galería

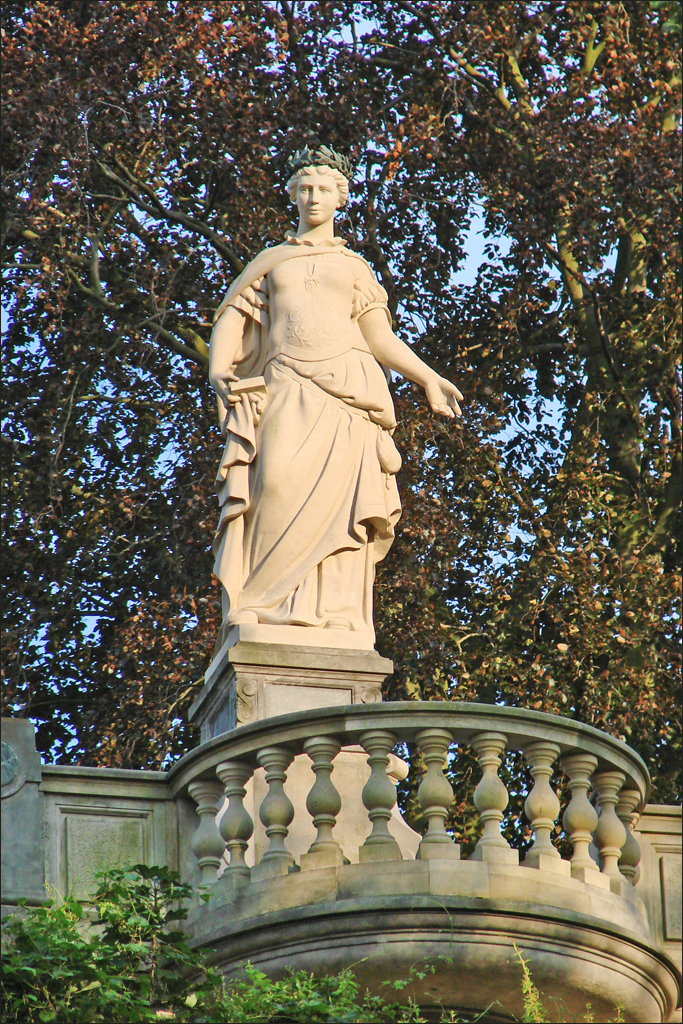
Estatua de Borussia en Wannsee en Berlín.
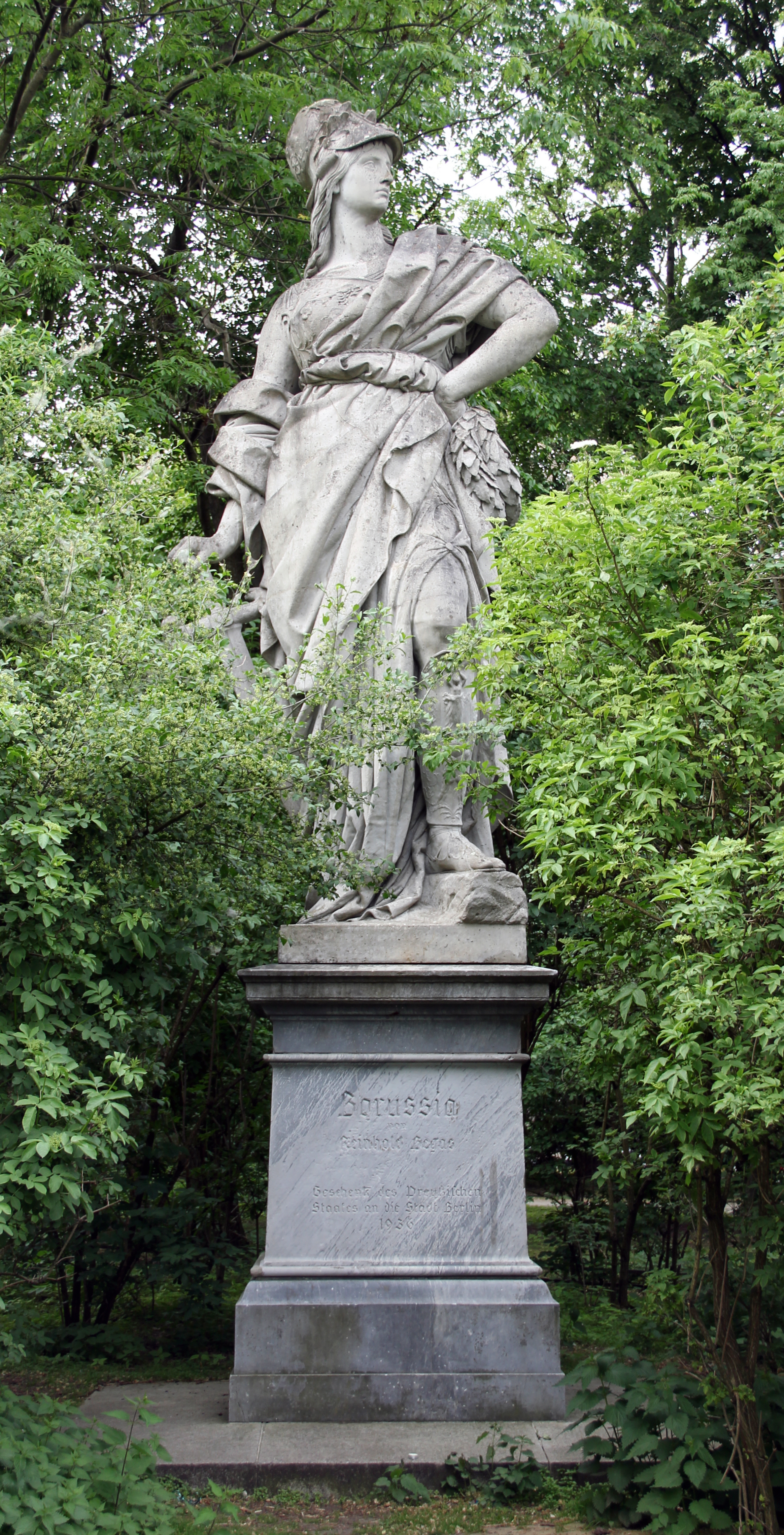
Estatua de Borussia en el parque prusiano de Berlín.
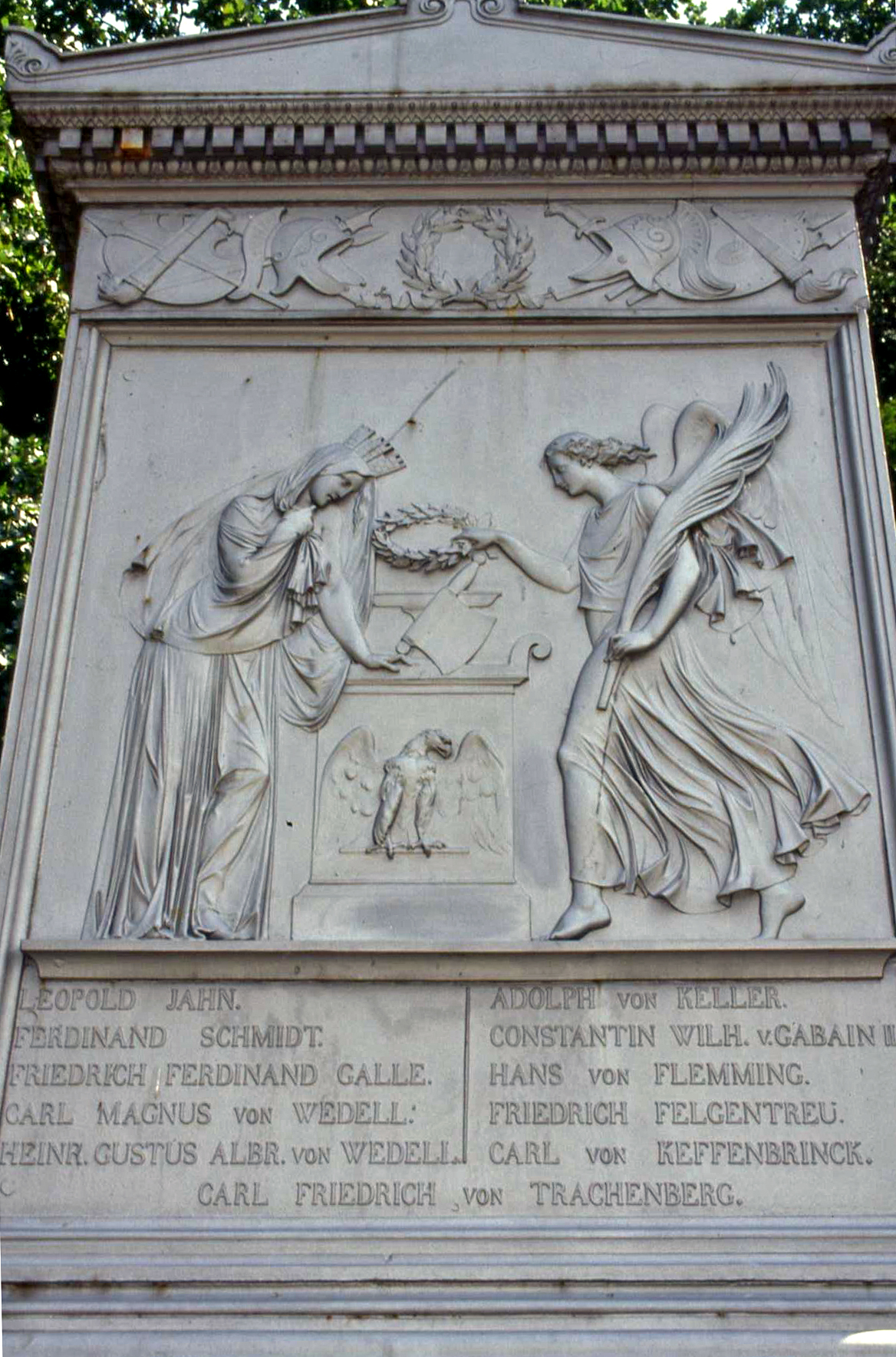
Monumento a los once oficiales ejecutados en Wessel.
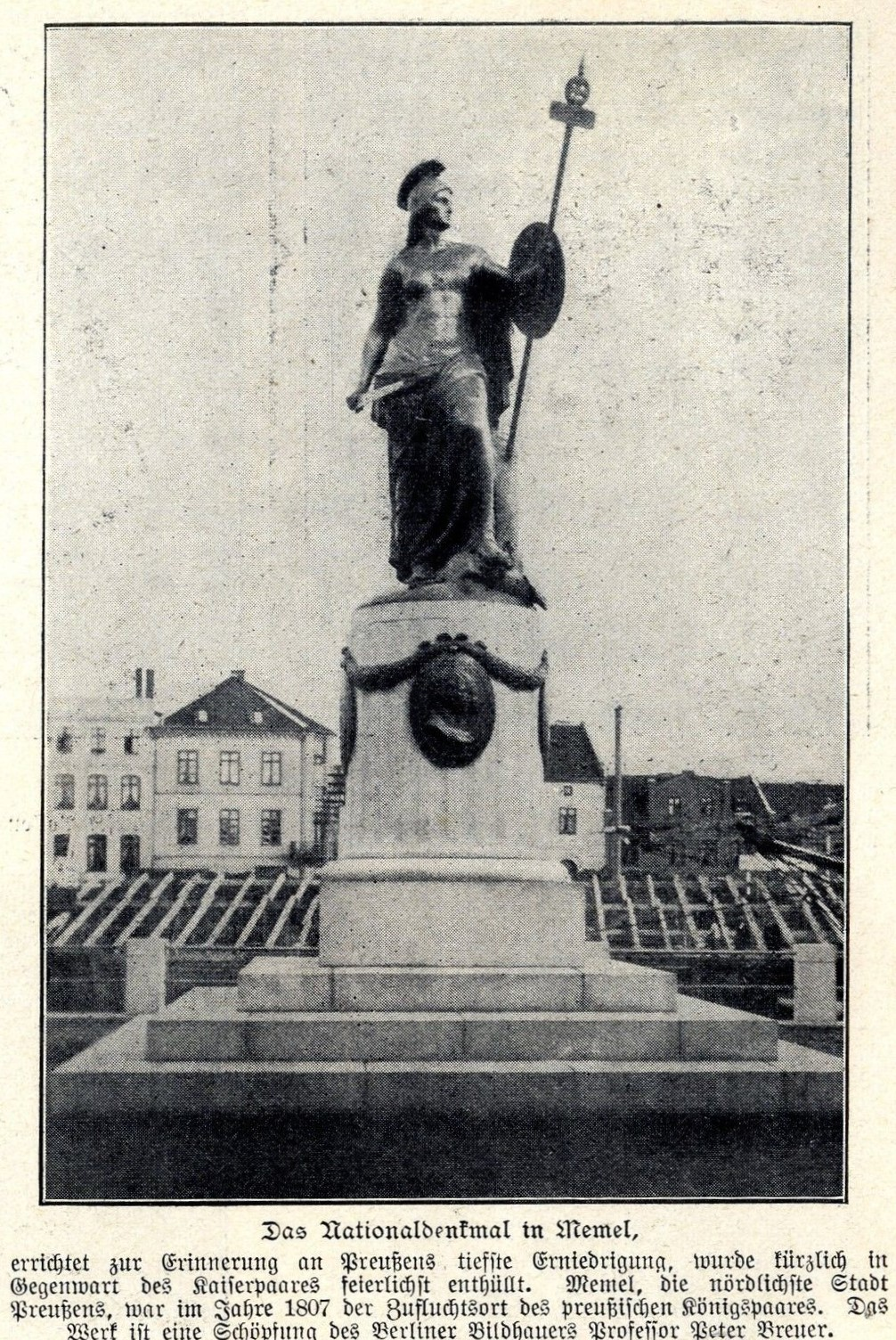
Estatua de Borussia que estuvo en Memel (actual Klaipėda).
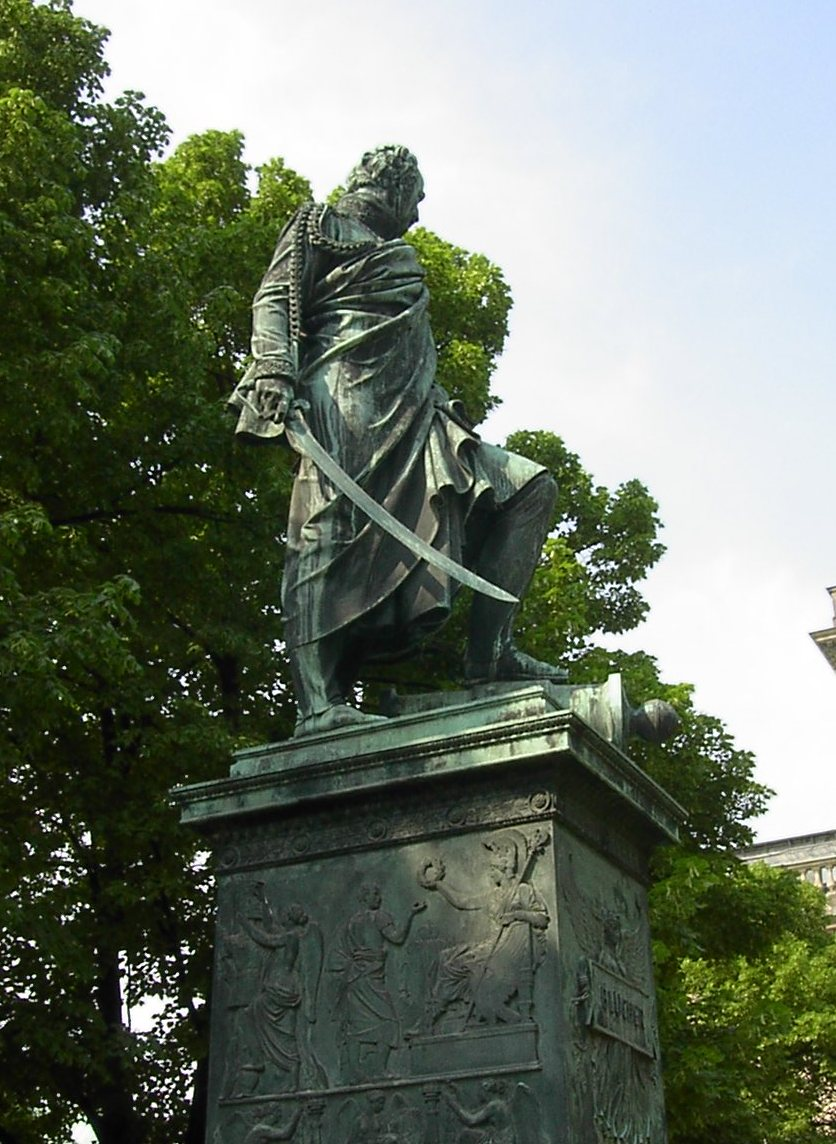
Estatua de Gebhard Leberecht von Blücher. En el relieve del zócalo aparece Borussia a la derecha con casco corintio.
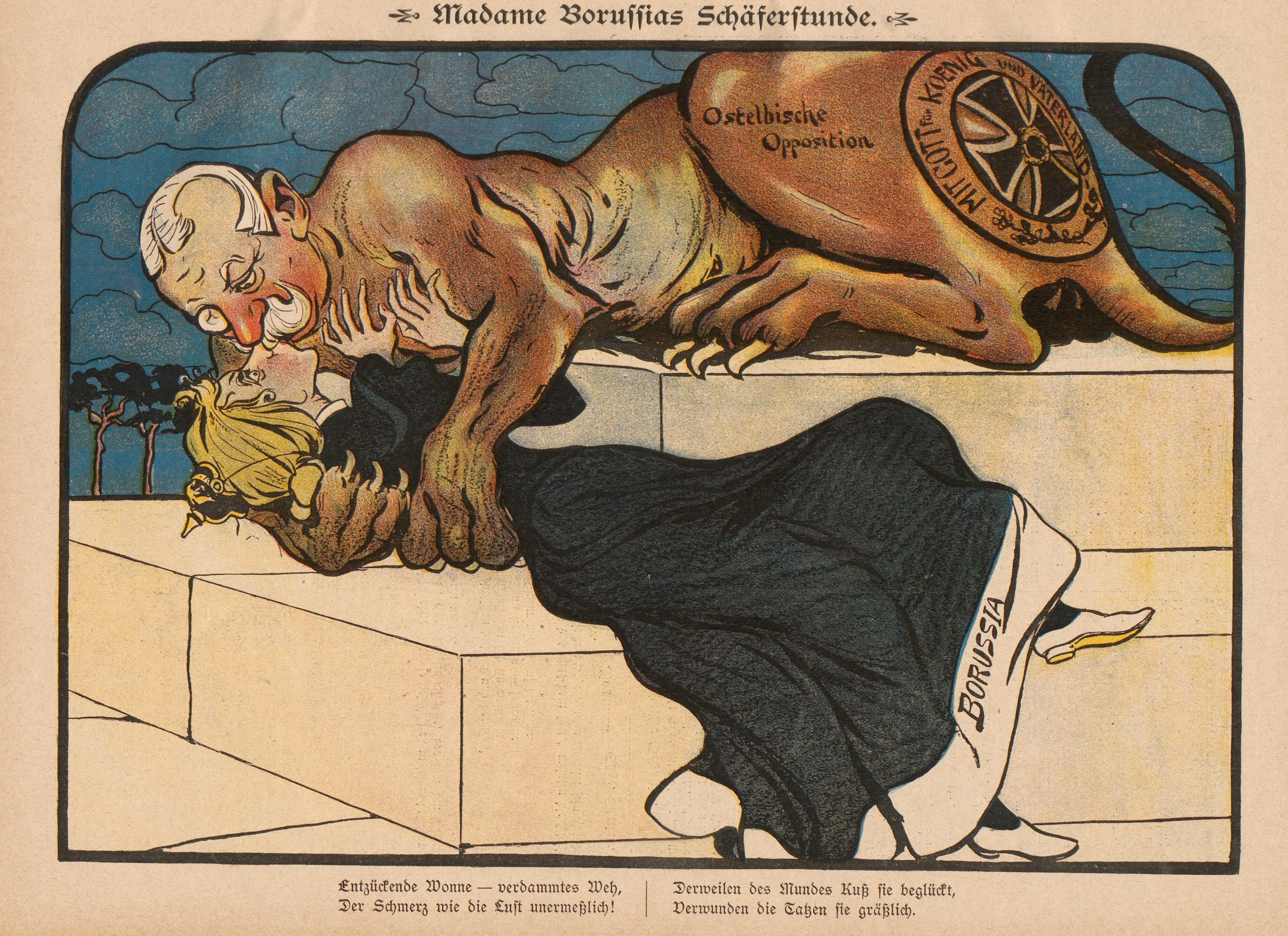
Alegoría de Prusia en una caricatura de 1899.
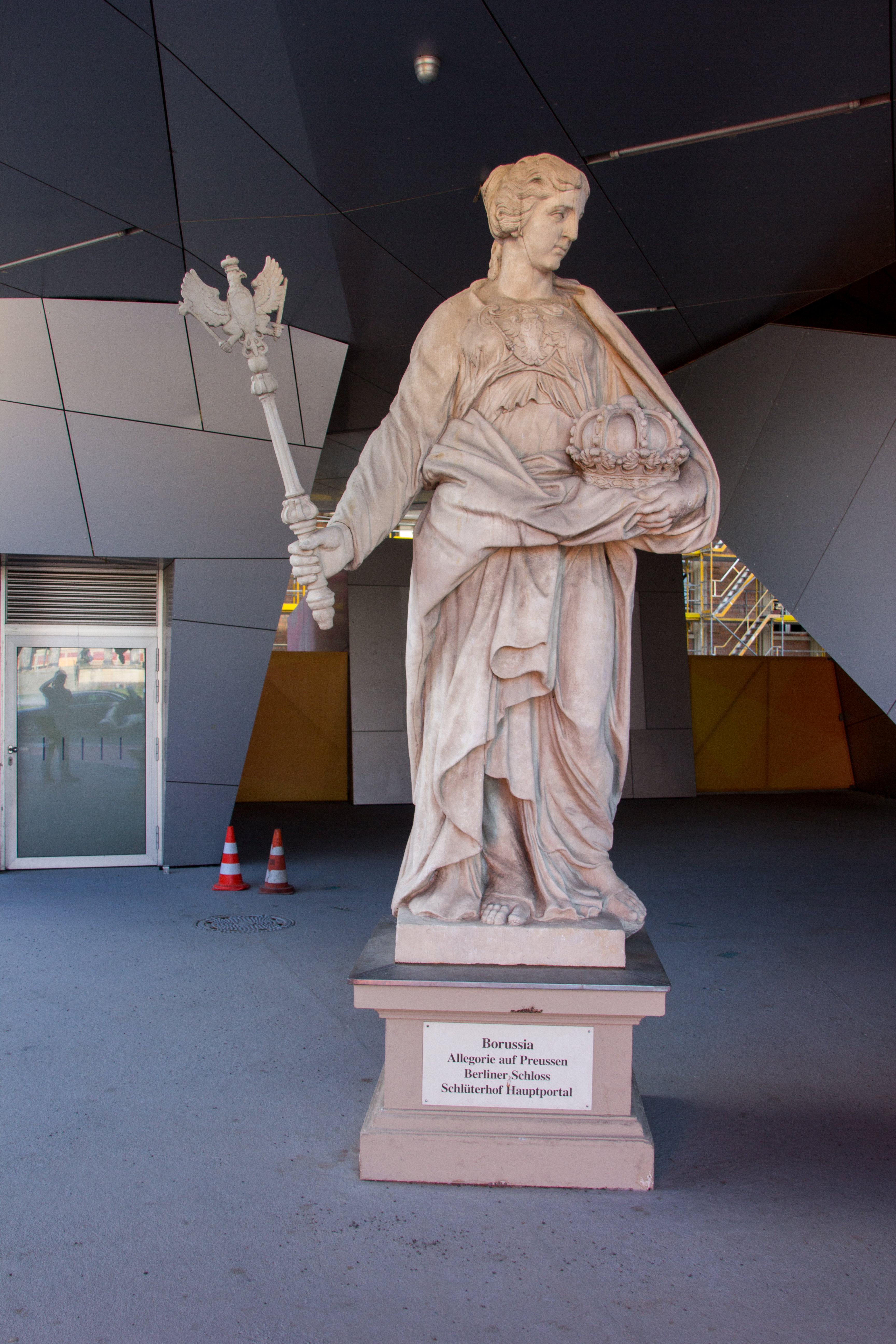
Estatua de Borussia en la Humboldt Box de Berlín.